# Herb obwodu rostowskiego
Herb obwodu rostowskiego – jeden z symboli tegoż obwodu został przyjęty 28 października 1996 roku.

## Opis
Herb obwodu przedstawia na tarczy kroju francuskiego barwy błękitnej srebrny słup, podzielony błękitnym falistym paskiem, nad nim mur czerwony z trzema wieżami, poniżej falistego paska znajduje się złoty kłos, którego wąsy nakrywa błękitny falisty pasek. Słup towarzyszy historycznym korytom Donu: z prawej strony znajduje się srebrna buława nad skrzyżowanymi  srebrnymi piernaczami; z lewej strony — takie samo ustawienie.
Otoczenie tarczy — za tarczą czarny dwugłowy orzeł, ze złotymi dziobami i czerwonymi językami, na każdej z głów rosyjska  korona cesarska, uwieńczona pośrodku dużą rosyjską koroną z błękitnymi wstęgami. Za tarczą i orłem cztery( dwa z prawej,dwa z lewej )skrzyżowane sztandary obwodu rostowskiego na złotych drzewcach ze złotymi głowicami, sznurami i frędzlami.
Na dole opleciona jest wstęgą orderu Lenina.

## Historia

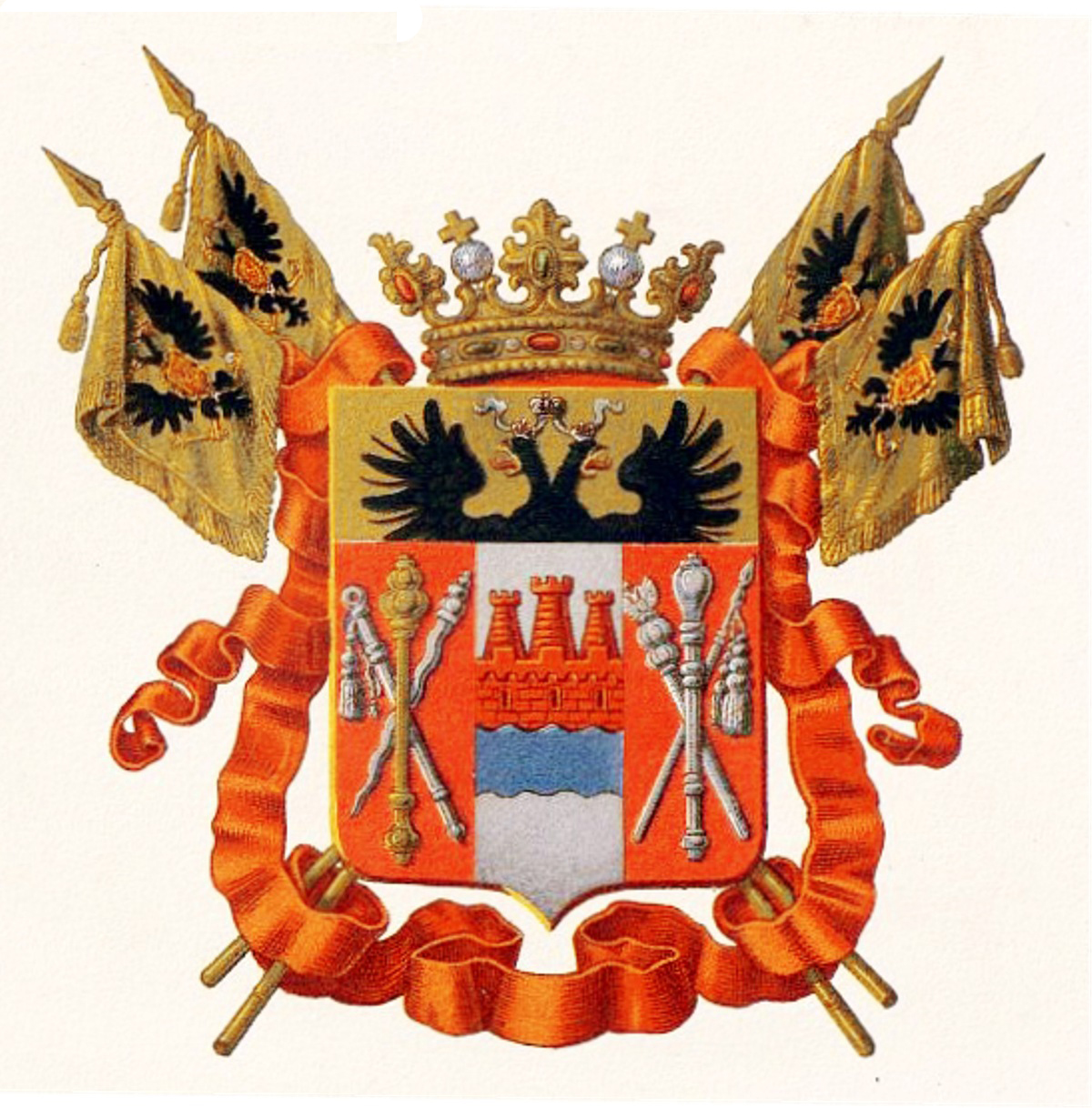
Obwód Wojska Dońskiego 1786–1920
Republika Dońska 1918–1920